# 이리야 마이
이리야 마이(入矢麻衣, 1992년 9월 13일~)는 대한민국의 모델이다. 일본 태생의 재일 한국인 4세이다.